# With Stanley in Africa

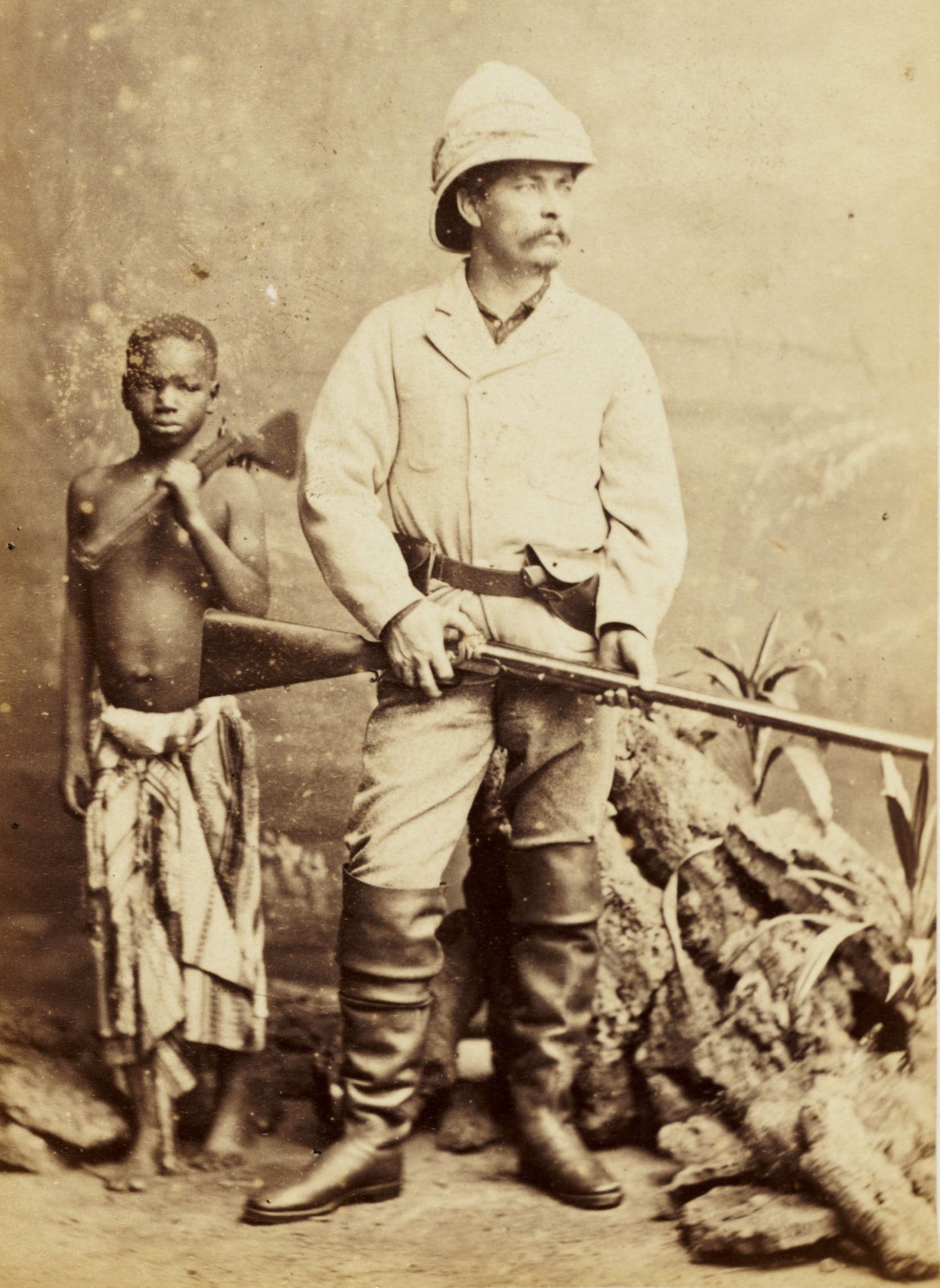
Na vida real, o jornalista Henry Morton Stanley procurou na África o explorador David Livingstone, encontrando-o em 1871.

With Stanley in Africa (bra Com Stanley na África) é um seriado estadunidense de 1922, do gênero aventura, dirigido por William James Craft e Edward A. Kull, em 18 capítulos, estrelado por George Walsh e Louise Lorraine. Produzido e distribuído pela Universal Pictures, veiculou nos cinemas estadunidenses entre 23 de janeiro e 22 de maio de 1922.[carece de fontes?]
Este seriado é considerado perdido.

## Sinopse

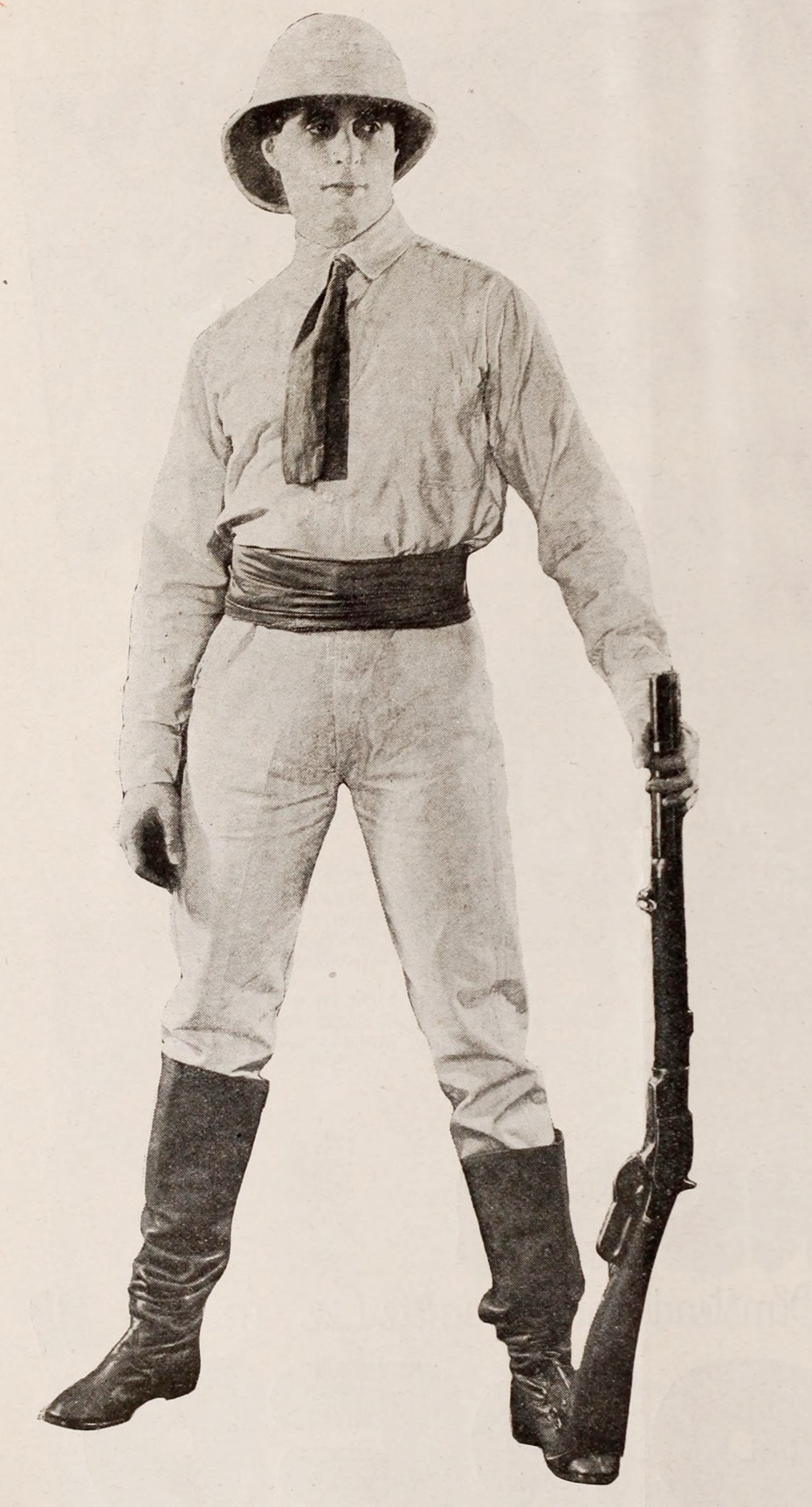
George Walsh em With Stanley in Africa.

Uma jovem repórter ajuda o jornalista Stanley em sua busca pelo famoso Dr. Livingstone através da África. Na vida real, o jornalista Henry Morton Stanley partiu numa expedição para procurar na África o explorador David Livingstone, encontrando-o em 1871 e, quando regressou, Stanley escreveu um livro com as suas experiências.

## Elenco
- George Walsh – Henry Morton Stanley
- Louise Lorraine – Nadia Elkins
- Charles Mason
- William Welsh
- Gordon Sackville
- Jack Mower
- Fred Kohler

## Capítulos
1. Jaws of the Jungle
2. The Grip of the Slavers
3. Paths of Peril
4. Find Livingston
5. The Flaming Spear
6. Lost in the Jungle
7. Trail of the Serpent
8. Pool of Death
9. Menace of the Jungle
10. The Ordeal
11. The Lion's Prey
12. The Forest of Flame
13. Buried Alive
14. The Lair of Death
15. The Good Samaritan
16. The Slave's Secret
17. The White Tribe
18. Out of the Dark